# San Ignacio de Carboneras
San Ignacio de Carboneras är en ort i Mexiko.   Den ligger i kommunen Tala och delstaten Jalisco, i den centrala delen av landet, 500 km väster om huvudstaden Mexico City. San Ignacio de Carboneras ligger 1 562 meter över havet och antalet invånare är 115.
Terrängen runt San Ignacio de Carboneras är kuperad åt sydost, men åt nordväst är den platt. Runt San Ignacio de Carboneras är det ganska tätbefolkat, med 239 invånare per kvadratkilometer. Närmaste större samhälle är Santa Anita, 17,8 km öster om San Ignacio de Carboneras. I omgivningarna runt San Ignacio de Carboneras växer huvudsakligen savannskog.